# More ! More ! ! More ! ! !
『More ! More ! ! More ! ! !』（モア!モア!!モア!!!）は、スリーピースガールズロックバンド・ステレオポニーの3rdアルバム。2011年12月7日リリース。

## 解説
- 2ndアルバム｢OVER THE BORDER｣から約1年半の期間を置いてのリリースとなる3rdアルバム。
- 「小さな魔法」「たとえば唄えなくなったら」「ありがとう」を含む全12曲を収録。
- 初回限定盤は2パターンあり、付属のDVDの内容が異なる、どちらとも収録曲は同じ。
- Sony Music Shop公式サイト等でネット予約もしくは対象店舗で購入すると、先着で非売品告知ポスターが特典として付く。
- 前作まではシングルでYUIの楽曲提供があったのと、カバー以外は完全に自作曲だったが、今作では外部提供を積極的に取り入れている。
- 彼女ら曰く遊園地のようなアルバムになったと語られている。

## 収録曲
1. Introduction (1:44)
作曲：新井弘毅、編曲：ステレオポニー・新井弘毅
  - 朗読、インスト曲
2. Blowin' in the wind (4:36)
作詞：SHIHO、稲増五生、作曲：新井弘毅、編曲：ステレオポニー・新井弘毅
  - serial TV drama(新井弘毅、稲増五生)とのコラボ曲。作詞、作曲、ギター、コーラスで参加している。
3. ハナヒラクオカ (3:10)
作詞・作曲：AIMI、編曲：ステレオポニー・シライシ紗トリ
  - 『ヒトヒラのハナビラ』のアンサーソングで女性目線で作られている。
4. アイ アム ア ヒーロー (4:37)
作詞：AIMI、作曲：CHI-MEY、編曲：ステレオポニー・BOND x R_MEN_SOUL
  - テレビ東京系アニメ『ポケモンスマッシュ!』　エンディングテーマ。
5. たとえば唄えなくなったら (4:59) 
作詞・作曲：前川真悟、編曲：ステレオポニー・BOND x PRISM147
  - 9thシングルでかりゆし58とのコラボレーション・シングル。
6. 小さな魔法 (4:46)
作詞・作曲：AIMI、編曲：ステレオポニー・BOND x R_MEN_SOUL
  - 8thシングル。
7. ビバラ・ビバラ (4:07) 
作詞：NOHANA、作曲：AIMI、編曲：新井弘毅
8. Amaryllis (3:24)
作詞・作曲:AIMI、編曲：ステレオポニー・Ace Shotaro
  - 『ハイド.ランジアが咲いている』収録のスウィート・ブルーのアンサーソング。
9. スーパーガール (3:38)
作詞・作曲：AIMI、編曲：ステレオポニー・R'dh+
10. おしゃれ番長2011 〜feat.NAOTO from ORANGE RANGE〜 (3:15)
作詞：ORANGE RANGE・NAOTO・AIMI・NOHANA・SHIHO、作曲：ORANGE RANGE・NAOTO
  - なでしこジャパン、川澄奈穂美選手の公式応援ソング。1番の歌詞が変わっている。
11. ありがとう (5:31)
作詞・作曲：AIMI、編曲：ステレオポニー・BOND
  - 10thシングル。
12. キャンバスに私だけの色をのせて (5:00)
作詞：SHIHO、作曲：AIMI、編曲：ステレオポニー・BOND x L!TH!UM

## DVD収録内容
- 初回生産限定盤A

1. Anime NEXT 2010ドキュメント収録(ニュージャージー)

- 初回生産限定盤B

1. Anime Boston 2011ドキュメント収録(ボストン)

| バラエティ番組『ポケモンスマッシュ!』エンディングテーマ 2012年1月3日 - 2012年3月25日 |                                          |          |
| 前作: つるの剛士 『ポケモン言えるかな?BW』                                           | ステレオポニー 『アイ アム ア ヒーロー』 | 次作:– – |

## 演奏
- AIMI
  - Vocal
  - Guitar (#1.3-12)
  - Chorus (#2-12)
- NOHANA
  - Bass
  - Chorus (#2.4.5.6.7.11.12)
  - Vocal (#10)
- SHIHO
  - Drums
  - Chorus (#2.4.5.6.7.11.12)
  - Vocal (#10)
- 新井弘毅 (serial TV drama)
  - Guitar (#1)
  - 三線 (#1)
  - Lead Guitar (#2)
- 稲増五生 (serial TV drama)
  - Guitar (#1)
  - Rhythm Guitar (#2)
- 新屋行裕 (かりゆし58)：Guitar (#5)
- NAOTO (ORANGE RANGE)：Guitar, Vocal (#10)